# ミネソタ州立大学ムーアヘッド校
ミネソタ州立大学ムーアヘッド校 (英語: Minnesota State University Moorhead、略称MSUM) は、ミネソタ州が運営するミネソタ州立大学機構の一つとして、1887年に創立された高等教育機関である。ミネソタ州立大学モアヘッド校 と表記されることもあるが、本項ではムーアヘッドで統一する。
ミネソタ州立大学ムーアヘッド校は2008年度のタイム誌で中西部ベストカレッジ18位にランクされた。

## 対外関係
日本の神田外語大学、立命館アジア太平洋大学、津田塾大学 等と提携し、交換留学プログラムを結んでいる。また、ミネソタ州立大学ムーアヘッド校はコンコーディアカレッジ(Concordia College Moorhead)、ノースダコタ州立大学(North Dakota State University)と三大学協定プログラムとして、学生に三大学間のキャンパスで単位を履修する機会を提供している。

## 主な出身者
- ケヴィン・ソルボ - 俳優
- デーン・ボーディグハイマー - 映像クリエイター（アノーイング・オレンジの作者として知られる）
- デビッド・イェイガー - NBAプロバスケットボール選手、指導者
- ニキタ・コロフ - プロレスラー
- バーカッド・アブディ - 俳優、映画監督、プロデューサー